# Полтар
Полтар (слч. Poltár, мађ. Poltár) град је у Словачкој, који се налази у оквиру Банскобистричког краја, где је у саставу округа Полтар.

## Географија
Полтар је смештен у јужном делу државе. Главни град државе, Братислава, налази се 260 km западно од града.
Рељеф: Полтар се развио у јужној подгорини планинског венца Татри. Град је положен у подножју планине Словачко Рудогорје, на приближно 240 m надморске висине.
Клима: Клима у Полтару је умерено континентална.
Воде: Полтар се развио близу реке Ипељ, у горњем делу тока реке.

## Историја
Људска насеља на овом простору датирају још из праисторије. Насеље под данашњим именом први пут се спомиње 1330. године, као место насељено Словацима. Током следећих векова Полтар је био мало насеље био у саставу Угарске.
Крајем 1918. Полтар је постао део новоосноване Чехословачке. У време комунизма град је нагло индустријализован, па је дошло до наглог повећања становништва. После осамостаљења Словачке град је постао њено општинско средиште, али је дошло до привредних тешкоћа у време транзиције. 1969. године Полтар је добио градска права.

## Становништво
| Година:    | 1994. | 2004.   | 2014.   | 2024.    |
| ---------- | ----- | ------- | ------- | -------- |
| Број људи: | 5960  | 5977    | 5742    | 5123     |
| Разлика:   |       | +0,28 % | -3,93 % | -10,78 % |

| Година:    | 2023. | 2024.   |
| ---------- | ----- | ------- |
| Број људи: | 5170  | 5123    |
| Разлика:   |       | -0,90 % |

Данас Полтар има испод 6.000 становника и последњих година број становника опада.
Етнички састав: По попису из 2001. састав је следећи:
- Словаци - 82,5%,
- Роми - 16,0%,
- Мађари - 0,5%,
- остали.

Верски састав: По попису из 2001. састав је следећи:
- римокатолици - 50,1%,
- атеисти - 22,9%,
- лутерани - 20,8%,
- остали.